# 엠피아엔터테인먼트
엠피아엔터테인먼트(영어: AMPIA Entertainment)는 2008년 6월 설립된 대한민국의 음반 레이블이다.

음악을 포함한 모든 소리의 가장 이상적인 공간 ‘All Music utoPIA’라는 캐치프레이즈 아래 음반 제작뿐 아니라 음악 컨텐츠 개발 및 보급, 매니지먼트, 공연기획, 디자인 및 미디어 제작을 진행하고 있다.

## 소속 아티스트
- 하 수상
- 이기현
- 임정우
- 선미킴
- 리민
- 홍의석

## 거쳐간 아티스트
- UZU
- 청은
- J.Shin
- Charmi

## 브랜드

### 히치하이커뮤직 (Hitchhiker Music)
- 엠피아엔터테인먼트의 대중음악 레이블
- 2008년 음원 유통사로 시작하여 2014년까지 총 100여종이 넘는 음반과 음원에 대한 심의와 유통을 담당하였다.
- 2015년 9월 “우리는 뮤지션을 원하는 목적지까지 즐겁게 바래다 줄 수 있는 길동무이기를 원합니다.”라는 모토로 하 수상, 정흠밴드 등이 소속된 레이블로 개편하였다.
- 공식 트위터
- 공식 페이스북 페이지
- 유튜브 채널

### 램사운즈 (Lamb Sounds)
- 엠피아엔터테인먼트의 CCM 레이블
- 리민, 홍의석이 소속되어 있다.

### 아웃오브더박스 (OUT OF THE BOX)
- 엠피아엔터테인먼트의 공연기획 및 디자인, 미디어 제작 부서이다.

### 스튜디오엠피아 (studio AMPIA)
- 엠피아엔터테인먼트의 전신으로 레코딩 스튜디오이다.
- 2015년 11월 현재 두 개의 녹음실을 갖추고 있으며, 서울시 마포구 양화로7길(서교동 484-14)에 별관을 증설 중이다.
- 공식 페이스북 페이지

## 같이 보기
- 대중음악
- 독립 음악